# Mistrzostwa małych krajów Europy w lekkoatletyce
Mistrzostwa małych krajów Europy w lekkoatletyce – zawody lekkoatletyczne organizowane dla małych krajów Europy zrzeszonych w Athletic Association of Small States of Europe począwszy od 2016 roku.
Powodem powstania zawodów był fakt, iż w roku rozgrywania letnich igrzysk olimpijskich nie odbywają się drużynowe mistrzostwa Europy w lekkoatletyce – mistrzostwa małych krajów Europy miały odbywać się raz na 4 lata, zapełniając powstałą lukę w kalendarzu lekkoatletycznym w roku olimpijskim. Ostatecznie druga edycja zawodów odbyłą się jednak już dwa lata po pierwszej. 

## Edycje
| Edycja | Gospodarz  | Data       | Stadion                                   | Źródło |
| ------ | ---------- | ---------- | ----------------------------------------- | ------ |
| 2016   | Marsa      | 11 czerwca | Matthew Micallef St John Athletic Stadium | [ 2 ]  |
| 2018   | Schaan     | 9 czerwca  | Sportplatz Rheinwiese                     | [ 3 ]  |
| 2021   | Serravalle | 5 czerwca  | San Marino Stadium                        |        |
| 2022   | Marsa      | 11 czerwca | Matthew Micallef St John Athletic Stadium |        |
| 2024   | Gibraltar  | 22 czerwca | Lathbury Athletics Stadium                |        |